# Lagothrix lagotricha
La lagotrice di Humboldt o scimmia lanosa bruna (Lagothrix lagotricha Humboldt, 1812) è un primate platirrino della famiglia degli Atelidi.

## Distribuzione
Vive in Sud America settentrionale, nella zona fra l'Orinoco a nord ed il Rio delle Amazzoni a sud, compresa politicamente fra Colombia sud-orientale, Venezuela meridionale, Brasile e parte interna di Ecuador e Perù. Vive nella foresta pluviale primaria e continua, fino a un'altezza di 3000 m.

## Descrizione

### Dimensioni
Misura circa un metro e venti di lunghezza, per un peso che raggiunge i 10 kg.

### Aspetto
Il pelo è corto, folto e composto prevalentemente da sottopelo, di colore grigio, bruno o rossiccio a seconda dell'individuo: negli individui più anziani sono frequenti frange di pelo più lungo su ventre ed avambracci. Generalmente, la testa ed i fianchi sono più scuri rispetto al resto del corpo, mentre la zona ventrale è più chiara. Generalmente nella zona andina sono più comuni animali neri e grigi, nella zona amazzonica sono più comuni animali olivacei a sud e bruni a nord ed in Ecuador e Colombia i gruppi sono quasi sempre costituiti da animali di varie colorazioni.

La testa è grossa ed arrotondata, con la faccia nuda e nera: le orecchie sono piccole e le sopracciglia assai pronunciate. Il ventre è piuttosto pronunciato.

La coda è spessa e muscolosa alla base, ma tende ad assottigliarsi man mano che si va verso la punta. Anche gli arti sono molto muscolosi, anche se non lunghi come quelli delle scimmie ragno: essi presentano mani con dita corte e tozze ed unghie appuntite.

### Dimorfismo sessuale
I maschi sono in genere più grandi e pesanti delle femmine a parità d'età: possiedono inoltre canini più sviluppati.

## Biologia
Si tratta di animali diurni ed arboricoli: tuttavia, sporadicamente scendono al suolo. Vivono in gruppi che comprendono dai 10 ai 70 individui: i gruppi sono formati da aggregati di nuclei familiari, e tanto più sono grandi in termini numerici, tanto più è probabile che durante il giorno si separino, per poi riunirsi al calar della notte per dormire. All'interno dei gruppi sono presenti numerosi maschi, che a volte possono interagire violentemente fra loro, scuotendo rami, defecando ed emettendo vocalizzazioni aggressive simili all'abbaiare di un cane di media taglia.

Questi animali comunicano intenzioni e cambiamenti anche sottili d'umore tramite una varietà di espressioni facciali, posture del corpo e vari tipi di vocalizzazioni: a differenza degli altri Atelidi, gli animali di questa specie sono molto dediti al grooming, anche al di fuori del periodo riproduttivo.

Gli individui dominanti sono soliti sfregare il proprio petto contro rocce e tronchi appena giungono in un nuovo territorio, dopo aver accuratamente annusato e leccato la zona per assicurarsi che non sia la patria di qualche altro gruppo. Dopo ogni sfregamento, l'animale (quasi sempre un maschio) annusa accuratamente il sito dove si è sfregato.

Il territorio di ciascun gruppo vari fra i 5 e gli 11 km², a seconda della disponibilità di cibo, e nelle parti periferiche può sovrapporsi a quello di altri gruppi: non è infrequente, soprattutto per le giovani femmine, lasciare temporaneamente il proprio gruppo per passare del tempo con altri gruppi confinanti.

La carne di questi animali è considerata una prelibatezza dagli indios (è la specie di scimmia più cacciata dell'America Meridionale), che inoltre utilizzano le pelli per decorare i muri o per fabbricare degli strumenti musicali detti cuíca. Gli indios ritengono inoltre questi animali dei protettori della casa e sono perciò soliti catturarne esemplari giovani per tenerli come animali domestici o tenere in casa degli esemplari impagliati.

### Alimentazione
Si nutrono principalmente di frutta, ma non disdegnano di mangiare anche foglie, semi ed a volte anche insetti (soprattutto le popolazioni amazzoniche): i semi vengono consumati in particolare quando la frutta non è reperibile, mentre le foglie costituiscono meno del 20% della dieta.

Gli individui dominanti sono soliti sottrarre il cibo a quelli di rango inferiore.

### Riproduzione
Il ciclo estrale dura circa un mese: il periodo di calore dura 3-4 giorni. L'accoppiamento può avvenire dopo che la femmina indica la propria disponibilità alla copula al maschio.

La gestazione dura poco più di sette mesi, al termine dei quali viene dato alla luce un unico cucciolo che viene allattato per circa un anno, anche se diviene piuttosto indipendente già a partire dal quinto mese di vita. I giovani maschi diventano maturi sessualmente attorno al quinto anno d'età, mentre le femmine sono più tardive e maturano mediamente verso il settimo anno. Una femmina si riproduce in media una volta ogni due anni.